# Luchthaven Radin Inten II
Luchthaven Radin Inten II (Indonesisch: Bandar Radin Inten II) is de luchthaven van Bandar Lampung. De naam is afkomstig van Radin Inten II, de laatste sultan van Lampung.

## Luchtvaartmaatschappijen en bestemmingen
De volgende luchtvaartmaatschappijen vlogen op deze luchthaven in september 2009.
- Batavia Air (Jakarta)
- Garuda Indonesia (Jakarta)
- Merpati Nusantara Airlines (Jakarta)
- Sriwijaya Air (Jakarta)